# Mitologia iroquesa

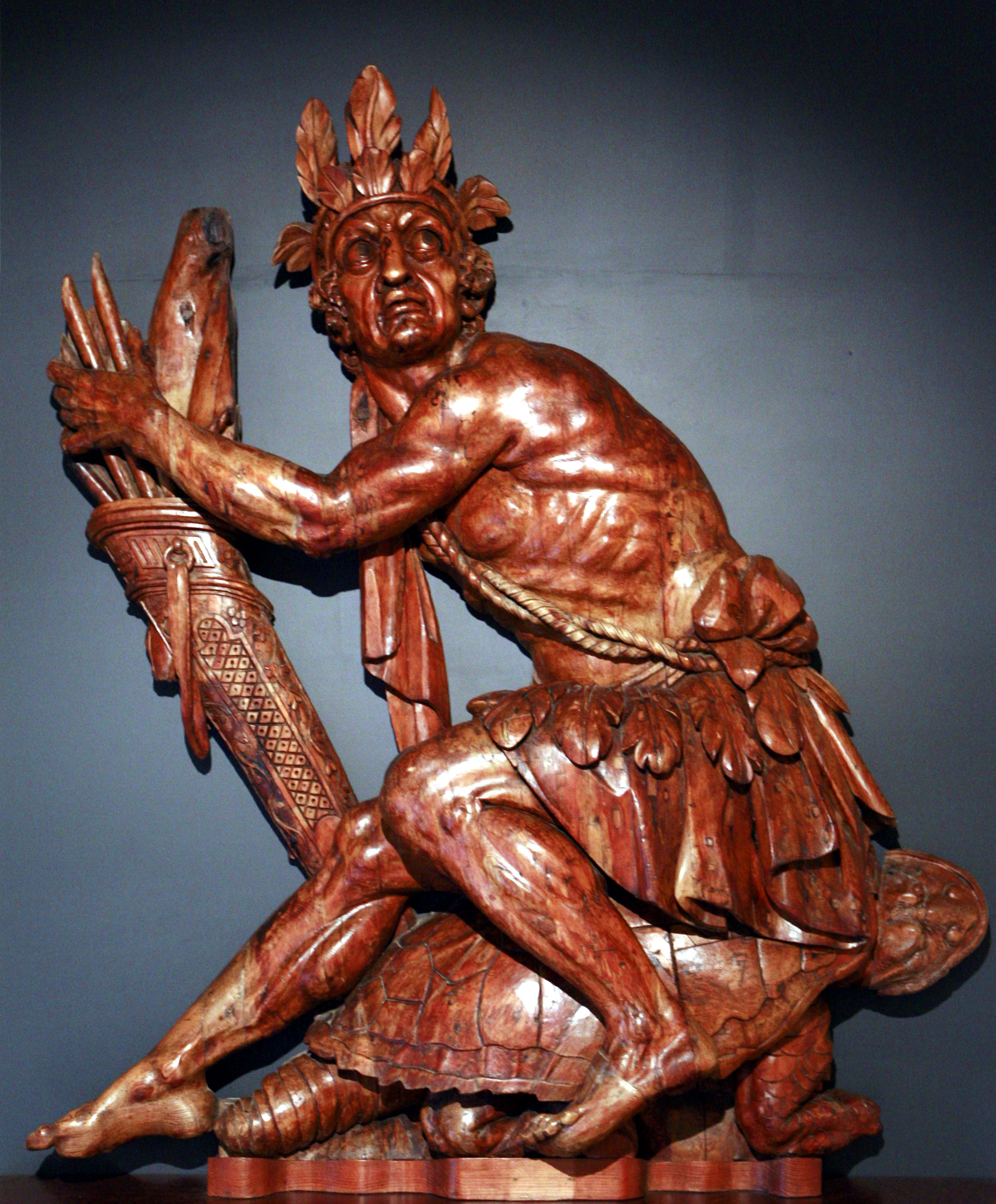
Decoração de navio do século 19 de um guerreiro iroquês sentado em uma tartaruga, referenciando a Grande Tartaruga que carrega a terra na mitologia iroquesa. Feito na oficina de escultura do arsenal naval em Brest, França.

A mitologia dos iroqueses inclui as histórias de criação e contos populares dos nativos americanos que formaram a confederação das Cinco Nações, mais tarde as Seis Nações . Historicamente, essas histórias eram registradas em wampum e recitadas, só sendo escritas posteriormente. Nas versões escritas, as grafias dos nomes diferem devido à transliteração e às variações ortográficas das línguas europeias ainda não padronizadas. Variantes das histórias existem, refletindo diferentes localidades e épocas.  

## Tradições orais
Os iroqueses transmitiram suas histórias como uma tradição oral secular. Por meio dessas histórias, os ouvintes aprendem valores, leis e comportamentos aceitáveis em suas comunidades Por exemplo, "Garota que não estava satisfeita" é uma história tradicional sobre uma garota que foge com um homem por causa de sua aparência. A moral da história é julgar as pessoas com base em seu caráter, não em sua aparência. A história também ensina às pessoas a importância de valorizar o que já possuem.
A narrativa iroquesa também é entretenimento e uma forma de preservar a cultura. As histórias refletem a percepção e a compreensão do mundo dos iroqueses. Tradicionalmente, as histórias eram poéticas e contadas em metáforas. No entanto, as traduções muitas vezes perdem as qualidades expressivas que existiam no idioma original.:10Também é possível que o cristianismo tenha influenciado as mitologias escritas.
Em 1923, o historiador Arthur C. Parker escreveu: "Há uma incrível falta de material autêntico sobre o folclore iroquês, embora muito do que se atribui a esse nome tenha sido escrito. Os escritores, no entanto, têm, em geral, glosado tanto os temas nativos com interpretações poéticas e literárias que o valor do material encolheu e dificilmente pode ser considerado sem muitas reservas."
Cada aldeia iroquesa tinha um Hage'ota ou contador de histórias que era responsável por aprender e memorizar o ganondas'hag ou histórias. Tradicionalmente, nenhuma história era contada durante os meses de verão de acordo com a lei do dzögä́:ö’ ( trad. pequenas pessoas ). Dizia-se que os infratores sofriam um presságio ou grandes males, como ser picado nos lábios por uma abelha ou ser estrangulado por uma cobra durante o sono.:17Os iroqueses acreditavam que contar as histórias no verão tornaria os animais, plantas, árvores e humanos preguiçosos, pois o trabalho parava para uma boa história.

## Histórias

### Hé-no

Hé-no de Jesse Cornplanter

A mitologia iroquesa fala de Hé-no, o espírito do trovão que traz a chuva para nutrir as plantações. Os iroqueses se dirigem a Hé-no como Tisote ( trad. Grandfather ). Ele aparece como um guerreiro, usando na cabeça uma pena mágica que o torna invulnerável aos ataques de Hah-gweh-di-yu. Nas costas, ele carrega uma cesta cheia de pedaços de sílex que ele joga em espíritos malignos e bruxas.
Hé-no vive em uma caverna sob as Cataratas do Niágara . Naquela época, uma jovem mora acima das cataratas e está noiva de um velho desagradável. Em vez de se casar, ela sobe em uma canoa e desce o rio. A menina e a canoa são carregadas pelas cataratas; a canoa é vista caindo aos pedaços, mas a menina desaparece. Hé-no e seus dois assistentes a pegam em um cobertor e a levam para sua caverna. Uma das assistentes fica encantada com sua beleza e se casa com ela.
Mais tarde, Hé-no resgata sua aldeia de uma enorme serpente que a devastava com doenças. Ele atrai a serpente para um ponto em Buffalo Creek, onde a atinge com um raio. Fatalmente ferido, a serpente tenta escapar para a segurança do Lago Erie, mas morre antes de fugir. Seu corpo flutua rio abaixo até o topo das Cataratas do Niágara, estendendo-se quase através do rio e arqueando para trás para formar uma represa. A água represada quebra as rochas e o corpo da cobra cai nas rochas abaixo. Isso forma Horseshoe Falls, mas destrói a casa de Hé-no no processo.